# Sars (sjukdom)
Sars (engelska: Severe acute respiratory syndrome, "svår akut respiratorisk sjukdom"), tidigare kallad sal eller SAL efter svår akut lunginfektion, är en smittsam lunginflammation orsakad av coronaviruset SARS-CoV som beskrevs i Hongkong och Vietnam i februari 2003.

## Historik
Epidemin hade sitt ursprung i provinsen Guangdong i södra Kina i november 2002, varifrån den spreds till ett flertal länder via resenärer. Utbrottet orsakade runt 8000 sjukdomsfall där över 750 personer avled i sviterna. Smittan tros härstamma från fladdermöss som smittat andra djurarter och slutligen människan. Viruset hade relativt låg smittsamhet mellan människor vilket, tillsammans med internationellt smittskyddsarbete, förmodligen var orsak till att smittspridningen upphörde. I förhållande till de andra coronavirusen var SARS-CoV unikt eftersom det kunde orsaka både akut övre- och akut nedre luftvägsinfektion.

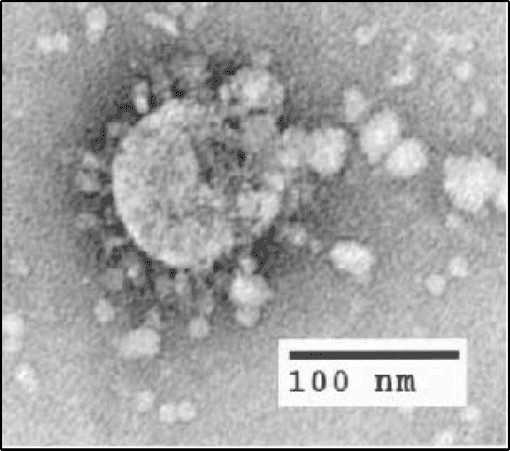
Elektronmikroskopbild av sars-viruset.

## Orsak
Sars orsakas av coronaviruset SARS-CoV som upptäcktes 2002. Den första stammen av SARS-CoV fick sitt namn efter Carlo Urbani, den WHO-läkare i Vietnam som först slog larm om den nya sjukdomen, och som själv blev ett av sjukdomens första offer utanför Kina.

## Symtom
Det första symtomet vid sars är feber. Efter cirka ett till två dygn dyker de första luftvägssymtomen upp med hosta och andfåddhet. Andra symtom kan vara aptitlöshet, muskelvärk och huvudvärk. Mellan 15 och 20 procent drabbade får så allvarliga luftvägsproblem att respiratorbehandling är nödvändig. Symtomen är i regel mildare hos barn och mer allvarliga hos äldre drabbade.

## Dödlighet
Dödlighet räknas som under 1 % för personer yngre än 24 år, 6 % för de som är mellan 25 och 44 år, 15 % för åldersgruppen 45 till 64 år och mer än 50 % för personer över 65 år. Detta kan jämföras med influensa där dödligheten i vanliga fall brukar vara ca 0,6 % (huvudsakligen verksamt bland gruppen äldre personer).
Senare fall av sars upptäcktes i juni 2003 och från och med maj 2006 menade WHO att spridningen avtagit helt. Sars räknas dock inte som en helt utrotad sjukdom eftersom den fortfarande eventuellt kan bäras av djur och det finns möjlighet att den kan återgå till den mänskliga befolkningen i framtiden.

## Asien
I Asien var skräcken för sars mycket stor och vid resor mellan olika platser, orter, stadsdelar och länder krävdes ofta medicinsk kontroll med uppgifter om eventuella luftvägssymtom samt mätning av kroppstemperatur i örongång eller armhåla innan man släpptes vidare. De länder och områden som drabbades med mer än 50 sjukdomsfall var förutom södra Kina inklusive Hong Kong, särskilt Taiwan, Singapore och Vietnam. Utanför Asien var det endast Kanada som fick fler fall än 50.

### Taiwan
I Taiwan, särskilt i huvudstaden Taipei, infördes drastiska åtgärder med tvingande karantänregler listade i omfattande tabeller som spreds via böcker, som avhandlade sars mycket ingående, broschyrer, anslag klistrade på väggar och stolpar. Den tryckta informationen i böcker och häften gavs ut på flera omgivande länders språk samt på engelska. Allmänt påbud om användning av ansiktsmask fanns, vilket bars av i stort sett alla invånare som befann sig utomhus i Taipei, men i varierande grad i större delen av landet i övrigt.
Misstänkt smittade delades in i två grupper: Grupp A för dem som hade haft nära kontakt eller vistats i närheten av någon sars-patient, det vill säga familjekontakter, vårdpersonal, arbetskamrater, skolkamrater med flera som vistats inom tre meters radie från en sars-sjuk eller rest med kollektiva färdmedel där någon sars-sjuk befunnit sig. Grupp B avsåg resenärer från områden med något känt sars-fall; dessa skulle transporteras direkt till karantän, om de visade något symtom med feber mer än 38°C eller luftvägsinfektion. Karantänreglerna var mycket strikta med krav på isolering i vårdrum med luftslussningar och att ansiktsmask alltid bars. Den som varit feber- och symtomfri i tre dygn skrevs ut från sjukhuset till hemmet med 10-dygnskarantän, "home quarantine".
Resenärer inom landet kontrollerades också strikt, liksom den som skulle besöka en offentlig byggnad. På torg och andra allmänna platser fanns kontrollanter som med örontermometrar kontrollerade kroppstemperaturen mer eller mindre slumpmässigt på personer i omgivningen. Vid kontoret för Taipei City Government fanns särskild personal med uppgift att spåra personer som bröt mot karantänreglerna och särskilt avsåg kontrollen de som ålagts 10-dygnskarantän och kontrollerna gjordes främst telefonledes.
Den som bröt mot karantänreglerna bötfälldes med NT$ 60.000 - 300.000 med stöd av landets smittskyddslag. Den som rapporterade att någon bröt mot karantänreglerna belönades å andra sidan med NT$ 10.000.